# Xavier Reckinger
Xavier Reckinger né le 20 décembre 1983 à Bruxelles, est un ancien joueur de hockey sur gazon belge et entraîneur de l'équipe nationale allemande entre 2018 et 2021.
Il a participé aux Jeux olympiques d'été de 2008 et 2012.

## Carrière

### Joueur

#### Coupe du monde
- Top 8 : 2014

#### Championnat d'Europe
- : 2013

#### Jeux olympiques
- Top 8 : 2012

### Entraîneur

#### Coupe du monde
- Top 8 : 2018

#### Championnat d'Europe
- : 2019, 2021

#### Jeux olympiques
- Top 8 : 2020